# Formicinae
Formicinae este o subfamilie din Formicidae conținând furnici de dezvoltare evolutivă moderată.
Formicinele păstrează unele caracteristici primitive, cum ar fi prezența coonilor în jurul pupelor, prezența ocellilor la lucrători și o tendință redusă de reducere a grupurilor pedipalp sau antenelor la majoritatea speciilor, cu excepția grupurilor subterane. Modificarea extremă a mandibulei este rară, cu excepția genurilor Myrmoteras și Polyergus. Cu toate acestea, unii membri arată progrese evolutive considerabile în comportamente, cum ar fi furnica care face sclavi și simbioza de hrănire cu rădăcini cu Hemipterele. În cele din urmă, toate formicinele au redus foarte mult înțepăturile și au mărit rezervoarele cu venin și glanda veninoasă, specializată (în mod unic la furnici) pentru producerea acidului formic.
Toți membrii subfamiliei Formicinae „au un segment petiol sub forma unei scări verticale”.

## Identificare
Furnicile formicine au un singur nod sau scară-ca petiol (postpetiol complet lipsit) și vârful abdomenului are o deschidere circulară sau în formă de U (acidopore), de obicei franjuri cu fire de păr. O înțepătură funcțională este absentă, iar apărarea este asigurată de ejectarea acidului formic prin acidopore. În cazul în care acidopore este ascuns de pigidiu și dificil de a discerne, atunci prizele antenei sunt situate cu mult în spatele marginii posterioare a clypeus (cf. Dolichoderinae] În majoritatea formicinelor, ochii sunt bine dezvoltați (ocelli poate fi prezent), inserțiile antenelor nu sunt ascunse de carinae frontală, iar sutura promesonotală este prezentă și flexibilă.

## Triburi și genuri
Structura tribală a subfamiliei Formicinae nu este complet înțeleasă. Această listă urmează schema de la AntCat, dar se folosesc și alte scheme și nume.
- Camponotini Forel, 1878
  - Calomyrmex Emery, 1895
  - Camponotus Mayr, 1861 – furnici tâmplar (global)
  - †Chimaeromyrma Dlussky, 1988
  - Colobopsis Mayr, 1861[4]
  - Dinomyrmex Ashmead, 1905
  - Echinopla Smith, 1857
  - Opisthopsis Dalla Torre, 1893
  - Overbeckia Viehmeyer, 1916
  - Polyrhachis Smith, 1857 (Tropice asiatice, africane)
  - †Pseudocamponotus Carpenter, 1930
- Formicini Latreille, 1809
  - Alloformica Dlussky, 1969
  - Bajcaridris Agosti, 1994
  - Cataglyphis Foerster, 1850
  - †Cataglyphoides Dlussky, 2008
  - †Conoformica Dlussky, 2008
  - Formica Linnaeus, 1758
  - Iberoformica Tinaut, 1990
  - Polyergus Latreille, 1804 – Furnici amazoniene
  - Proformica Ruzsky, 1902
  - †Protoformica Dlussky, 1967
  - Rossomyrmex Arnol'di, 1928
- Gesomyrmecini Ashmead, 1905
  - Gesomyrmex Mayr, 1868
  - †Prodimorphomyrmex Wheeler, 1915
  - Santschiella Forel, 1916
  - †Sicilomyrmex Wheeler, 1915
- Gigantiopini Ashmead, 1905
  - Gigantiops Roger, 1863 (Neotropicale)
- Lasiini Ashmead, 1905
  - Acropyga Roger, 1862
  - Anoplolepis Santschi, 1914
  - Cladomyrma Wheeler, 1920
  - †Glaphyromyrmex Wheeler, 1915
  - Lasiophanes Emery, 1895
  - Lasius Fabricius, 1804
  - Myrmecocystus Wesmael, 1838
  - Prolasius Forel, 1892
  - Stigmacros Forel, 1905
  - Teratomyrmex McAreavey, 1957
- Melophorini Forel, 1912
  - Melophorus Lubbock, 1883 (Australiene)
- Myrmecorhynchini Wheeler, 1917
  - Myrmecorhynchus André, 1896
  - Notoncus Emery, 1895
  - Pseudonotoncus Clark, 1934
- Myrmelachistini[4][5][6]
  - Brachymyrmex Mayr, 1868
  - Myrmelachista Roger, 1863
- Myrmoteratini Emery, 1895
  - Myrmoteras Forel, 1893
- Notostigmatini Bolton, 2003
  - Notostigma Emery, 1920
- Oecophyllini Emery, 1895
  - Oecophylla Smith, 1860 – weaver ants
- Plagiolepidini Forel, 1886
  - Agraulomyrmex Prins, 1983
  - Aphomomyrmex Emery, 1899
  - Bregmatomyrma Wheeler, 1929
  - Euprenolepis Emery, 1906
  - Lepisiota Santschi, 1926
  - Nylanderia Emery, 1906
  - Paraparatrechina Donisthorpe, 1947
  - Paratrechina Motschoulsky, 1863 – furnici nebune
  - Petalomyrmex Snelling, 1979
  - Plagiolepis Mayr, 1861
  - Prenolepis Mayr, 1861
  - Pseudolasius Emery, 1887
  - Tapinolepis Emery, 1925
  - Zatania LaPolla, Kallal & Brady, 2012

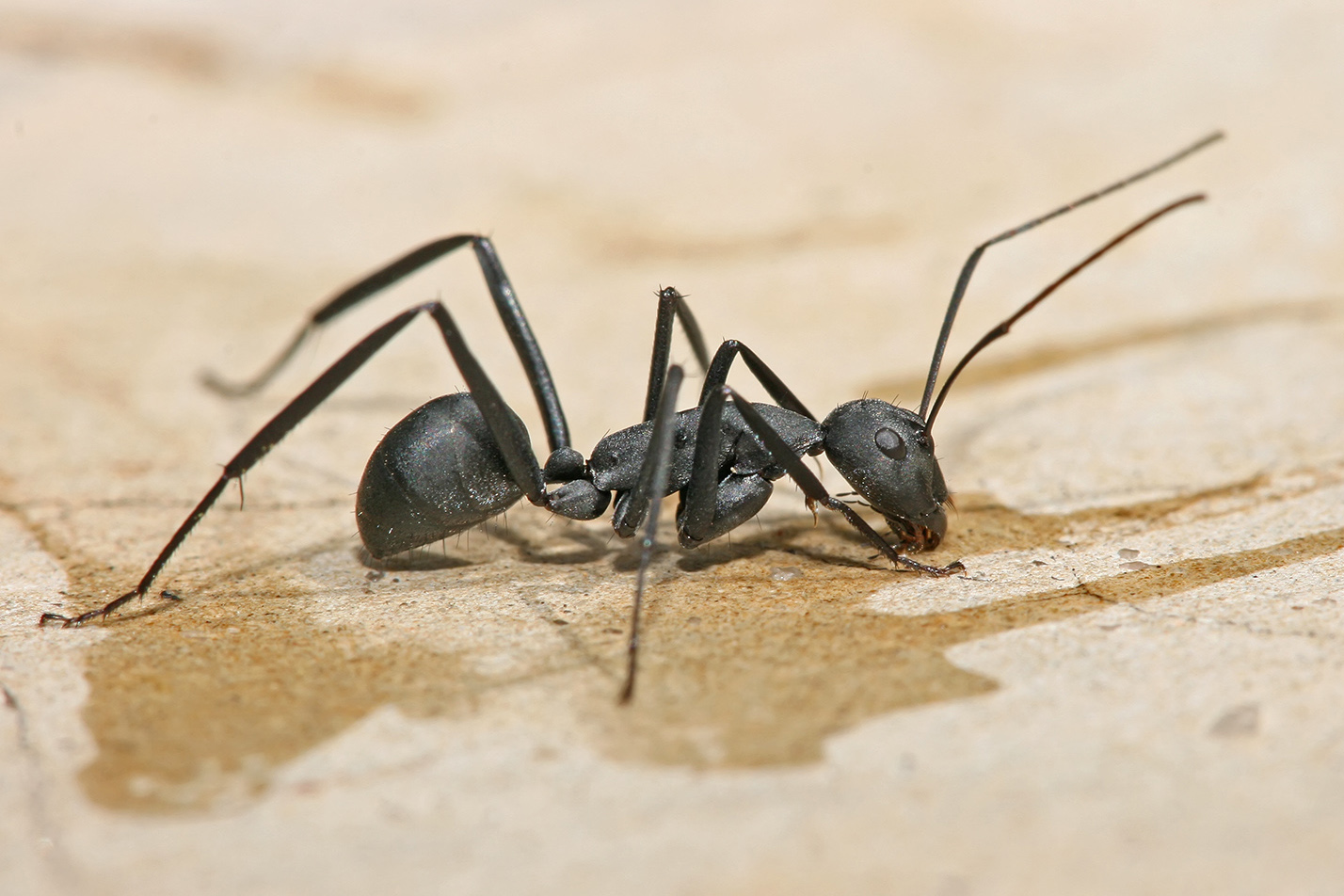
Furnica tâmplar (Camponotus sp.)

- incertae sedis
  - †Attopsis Heer, 1850
  - †Leucotaphus Donisthorpe, 1920
  - †Liaoformica Hong, 2002
  - †Longiformica Hong, 2002
  - †Magnogasterites Hong, 2002
  - †Orbicapitia  Hong, 2002
  - †Ovalicapito Hong, 2002
  - †Ovaligastrula Hong, 2002
  - †Protrechina Wilson, 1985
  - †Sinoformica Hong, 2002
  - †Sinotenuicapito Hong, 2002
  - †Wilsonia Hong, 2002